# 平阳城
平阳城，春秋时期秦国都城。在今陕西省宝鸡市陈仓区东南阳平，一说在岐山县西南。
秦宪公二年（前714年）秦宪公从汧渭之会徙居平阳。秦武公元年（前697年）秦国国君“居平阳封宫”。秦宪公、秦出子、秦武公、秦德公四代君主居住在平阳，平阳建都三十七年。秦德公元年（前677年）秦德公从平阳徙都雍城（在今陕西凤翔县南）。一直到前383年秦献公迁都栎阳，秦国二百九十四年的都城都在雍城。